# John Wick (nhân vật)
John Wick là một nhân vật giả tưởng được tạo bởi Derek Kolstad, và là nhân vật chính của loạt phim hàng động giật gân, neo-noir John Wick, diễn xuất bởi Keanu Reeves. John là một sát thủ huyền thoại đã nghỉ hưu cho đến khi một băng nhóm đột nhập nhà anh ta, cướp đi chiếc xe hơi và giết cô chó (Daisy) mà người vợ quá cố của anh, Hellen để lại. Sự việc khiến anh dấn thân vào cuộc báo thù, anh trở lại thế giới ngầm và thậm chí còn tạo ra những khủng hoảng với tổ chức sát thủ toàn cầu mà anh đã từng là thành phần.

## Tiểu sử nhân vật giả tưởng
John Wick sinh ngày 2 tháng 9 năm 1964 với tên đầy đủ là Jardani Jovonovich (Tiếng Nga: Джордани Йованович, Tiếng Belarus: Ярдані Яванавіч) tại Padhorje[be], Byelorussia, Liên Xô. Anh là trẻ mồ côi trước khi bị một người bạn cũ của bố anh bắt đi, người này sau đấy trở thành người dẫn dắt John. Theo nội dung loạt comic ngắn về John Wick thì anh dành một quãng đời đáng kể lúc thiếu niên tại El Sauzel, Mexico. Vào thời điểm nào đó, anh được tuyển dụng bởi tổ chức tội phạm Ruska Roma và được đào tạo bởi nữ thủ lĩnh được biết với biệt danh The Director (đạo diễn), tại New York. Dưới sự giám sát của "The Director", John được đào tạo thành sát thủ và được học các kỹ năng gồm võ thuật, súng và các loại vũ khí, lái xe tác chiến, xâm nhập, thoát hiểm.... Sau khi rời Ruska Roma, anh bị bắt vì một tội danh không xác định và bị tống giam. Sau khi được thả, anh bị lôi kéo tham gia vào thế giới tội phạm ngầm hoạt động bên ngoài chuỗi khách sạn Continental. John trở thành tay sai hàng đầu của nhóm tôi phạm người Nga tại New York. Anh được đặt biệt danh "Baba Yaga" theo thực thể siêu nhiên Boogeyman (ông Kẹ) trong dân gian Slav.
Và rồi, John phải lòng một phụ nữ tên Helen. Với hy vọng theo đuổi một cuộc sống bình thường, anh đã gặp Viggo Tarasov, trùm của băng Tarasov, hắn đã đồng ý cho anh tự do nếu anh hoàn thành phi vụ được mô tả là "nhiệm vụ bất khả thi", hàm ý rằng Wick không có kỳ vọng sống sót sau nhiệm vụ này. Để hoàn thành mục đích của mình, John đề nghị sự giúp đỡ của ông trùm một tổ chức Camorra là Santino D'Antonio và kết cục là mắc nợ hắn ta, với lời thề máu được gọi là "dấu ấn". John loại trừ toàn bộ các đối thủ lớn của Tarasov, giúp Tarasov thành một trong những trùm tội phạm quyền lực nhất New York. John nghỉ hưu và an lạc cùng Helen, danh tiếng của anh trở thành huyền thoại, và hai người sống hạnh phúc cùng nhau ở New Jersey trong 5 năm, cho đến khi Helen qua đời.

### Trở lại sau nghỉ hưu
Sau cái chết của Helen, John vẫn tách mình khỏi xã hội, hằng ngày để lái chiếc xe Ford Boss 429 Mustang 1969 và chăm sóc con chó thuộc giống chó săn thỏ tên Daisy, món quà cuối cùng của người vợ quá cố. Đến khi Iosef Tarasov, con trai của Viggo đột nhập vào nhà John và tấn công anh, sau đấy cướp đi chiếc xe và giết Daisy, khiến John nổi cơn thịnh nộ. Hiểu rằng không gì có thể dừng việc John giết Iosef, Viggo cử các sát thủ đi giết John nhưng đều bị anh triệt hạ. John thậm chí còn giết cả Iosef và Viggo. Cuối cùng, John cứu một chú pit bull sắp bị tiêu hủy tại một khu nhốt động vật và trở về nhà.

### Hoàn thành lời thề máu
Sau khi trả thù bố con Tarasovs, John lấy lại chiếc xe của mình từ tay em trai Viggo, là Abram, và lập một giao kèo đình chiến với hắn. Hy vọng tiếp tục nghỉ hưu của John Wick bị phá ngang bởi Santino D'Antonio, hắn yêu cầu anh thực hiện lời thề máu của mình và ám sát chính chị của hắn, Gianna D'Antonio, để Santino chiếm vị trí của cô tại The High Table. Khi John chối bỏ, Santino đáp trả bằng cách phá hủy nhà của anh. John miễn cưỡng đến Rome để hoàn thành lời thề, anh nhận ra rằng Santino sẽ nhắm đến mình khi xong việc. Vệ sĩ của Santino là Ares và vệ sĩ của Gianna là Cassian truy lùng John, nhưng cuối cùng John giết được Ares và khiến Cassian bị thương. Santino định giá 7 triệu USD tiền thưởng cho cái đầu của John, John tìm đến sự giúp đỡ của Bowery King. John đuổi giết Santino đến khách sạn Continental, nơi cấm các hành vi đổ máu. John phá luật khi kết liễu Santino tại khách sạn, khiến Winston tuyên bố lệnh "thanh trừng" John, đồng nghĩa dịch vụ của khách sạn Continental và cộng đồng thế giới ngầm không còn chấp nhận John. Dù vậy, Winston vẫn cho John một tiếng đồng hồ trước khi lệnh thanh trừng có hiệu lực, mức tiền thưởng cho tính mạng của John tăng gấp đôi và được ban hành toàn cầu bởi The High Table.

### Sống sót trong lệnh thanh trừng
Bị thanh trừng, kiệt sức, và bị thương, John chuẩn bị đào thoát khỏi New York khi các sát thủ dồn giết anh sau khi biết mức tiền thưởng 14 triệu USD. John tận dụng lòng trung thành của mình với Ruska Roma, The Director giúp John an toàn trốn đến Morocco, với cái giá phải trả là anh sẽ không còn được Ruska Roma giúp đỡ nữa. John gặp Sofia, một người bạn cũ, quản lý khách sạn Continental Morocco, John giữ "dấu ấn" của cô khi giúp cô giải cứu con gái. Sofia giúp anh tìm "Trưởng lão" (Elder), người đứng đầu High Table. Trưởng lão đồng ý hủy bỏ lệnh thanh trừng để đổi lại John phải giết Winston và phục vụ High Table suốt phần đời còn lại. John cắt ngón tay của mình và dâng nhẫn cưới cho Trưởng lão để tỏ lòng trung thành. John trở lại New York và bị truy lùng bởi các sát thủ cho đến khi anh tới được Continental. John gặp lại Winston nhưng quyết định không giết ông ta. Ngay sau đó, John và nhân viên lễ tân Charon, đánh trả cuộc công kích của High Table. Họ thành công chống lại những kẻ tấn công, Winston và Người phán xử đại diện của High Table, có cuộc thương lượng trên sân thượng khách sạn. Cuối cùng, Winston bắn John để được trở lại địa vị của mình ở High Table, John bị rơi từ sân thượng xuống đường. Bowery King, dần hồi phục vết thương gây ra bởi Zemo - sát thủ của Người phán xử - ông đưa John về chữa trị và tiết lộ kế hoạch chống lại High Table và John đồng ý tham gia.

### Trả thù High Table
Với sự trợ giúp của Bowery King, John bắt đầu trả thù High Table. John trở lại Maroc và giết  Trưởng lão mới, khi hắn ta nói không thể trả lại chiếc nhân mà John dâng cho Trưởng lão đời trước. Tiếp đến, John tới Osaka gặp lại và tìm sự giúp đỡ của người bạn cũ Shimazu Koji, quản lý Continental Osaka. Ở đây anh bị sát thủ của High Table phục kích và phát hiện ra Caine, một người bạn cũ của anh và Koji, cầm đầu nhóm sát thủ này. John thoát được và trở về New York, và gặp lại Winston - hiện đang bị thanh trừng - ông nói với John rằng Marquis Vincent de Gramont là một thành viên lãnh đạo của High Table đang ban lệnh săn lùng John, anh chỉ có một con đường sống duy nhất là thách đấu tay đôi với Gramont, với tư cách thay mặt cho một gia đình tội phạm. John đến Berlin gặp Pyotr, trưởng hội tội phạm Russka Roma, chỉ để phát hiện ra rằng ông ta cũng đã bị giết bởi High Table và hội hiện được điều hành bởi chị nuôi của John, Katia. Katia đồng ý cho John tái nhập Ruska Roma chỉ cần anh giết Killa, thành viên cấp cao của High Table tại Đức, kẻ đã giết Pyotr. John giết được Killa tại hộp đêm của hắn và Katia đánh dấu của Ruska Roma lên cánh tay anh, từ giờ John đủ tư cách thách đấu với Marquis. Tại Paris, John và Gramont quyết định các thể lệ cuộc đấu tay đôi của họ, trong một cuộc họp được điều hành bởi Người Báo hiệu (the Harbinger), sứ giả của High Table. Gramont đề cử Caine miễn cưỡng chiến đấu thay cho anh ta. Trận đấu sẽ diễn ra vào lúc mặt trời mọc hôm sau tại Sacré-Cœur và Người Báo hiệu thông báo cho John rằng cả anh ta và Winston sẽ bị hành quyết nếu anh ta không xuất hiện đúng giờ. Bowery King đến Paris để đưa cho John một món vũ khí và một bộ đồ chống đạn. Gramont cố gắng ngăn John đến trận đấu bằng cách treo giá 40 triệu USD cho cái đầu của John, điều này khiến John phải chiến đấu trên đường băng qua Paris để đến Sacré-Cœur đúng giờ.
Caine và John sau đó bước vào đọ súng, Caine khiến John bị thương nghiêm trọng trong ba hiệp đầu, Gramont đề nghị được tự hành quyết John trong hiệp cuối. Nhưng John vẫn chưa nổ súng (ở hiệp 3), anh bắn và giết chết Gramont. Người Báo hiệu tuyên bố John được giải thoát khỏi ân oán với High Table. Khi mọi người đã về hết cũng là lúc John gục ngã. Cuối cùng là cảnh Winston và Bowery King đứng trước mộ của John bên cạnh đấy là mộ người vợ Helens của anh, và Bowery King cũng nhận quyền sở hữu chú chó của John.

## Đặc tả nhân vật
Nhân vật được thương hiệu mô tả là "Ông kẹ, nhân vật trung tâm không thể bị giết" và "có tính hiện đại, hành động tương tự với các thương hiệu kinh dị thập niên 80", và được cho là đã hạ sát 306 mạng, vượt qua Jason Voorhees và Michael Myers cộng lại. "Cuộc viễn chinh" bạo lực của đơn độc của John Wick được mô tả như một trường hợp cực đoan của cơn cuồng nộ tại nơi làm việc. Anh ta thường được thấy khi mặc trang phục tối màu, chỉn chu với khả năng chống đạn. Anh là một chiến binh cận chiến với kỹ năng về sử dụng nhiều loại súng, vũ khí và giáp lá cà. Anh có một hình xăm lớn sau lưng với dòng chữ Latin Fortis Fortuna Adiuvat ngang hai vai, cùng đôi bàn tay đang chắp lại giữ một cây thánh giá. John Wick là người biết đa ngôn ngữ, như Tiếng Anh, Tiếng Nga, Tiếng Ý, Tiếng Nhật, Tiếng Indonesia và Ngôn ngữ ký hiệu Mỹ.

## Trong phương tiện khác
John Wick xuất hiện trong Payday 2 như một phần nội dung liên quan (tie-in) và sau này là trong bản DLC John Wick Heists.
John Wick xuất hiện dưới dạng trang phục trong trò chơi Fortnite. Đây là kết quả của việc những người chơi trẻ tuổi nhầm lẫn Keanu Reeves với bộ trang phục khác có tên  The Reaper.
Một bản diễu nhại (parody) John Wick, đơn giản được gọi là "the Boogeyman" và "the Living Blade", và bề ngoài dựa trên hình tượng   Keanu Reeves không để râu, được đưa vào cốt chuyện của Black Widow do Marvel Comics phát hành tháng Một năm 2022, viết bởi Kelly Thompson và minh họa bởi Rafael T. Pimente.